# لويس مونيوث دي غوزمان
لويس مونيوث دي غوزمان (بالإسبانية: Luis Muñoz de Guzmán)‏ هو عسكري وبحار إسباني، ولد في 1735 في إشبيلية في إسبانيا، وتوفي في 11 فبراير 1808 في سانتياغو في تشيلي.